# Burton Pike
Burton Emanuel Pike (* 12. Juni 1930 in Boston; † 22. Dezember 2022 in New York City) war ein US-amerikanischer Germanist, Literaturwissenschaftler und literarischer Übersetzer. Besonders hervorgetreten ist Pike als Übersetzer von Robert Musil.
Bis zu seiner Emeritierung im Jahr 2001 war er Professor für Komparatistik und Germanistik am CUNY Graduate Center in New York. Pike schloss sein Studium am Haverford College 1952 als Bachelor of Arts ab und promovierte an der Harvard University 1958 unter Henry Hatfield über Robert Musil.
Pike wurden im Lauf seiner Karriere zahlreiche Auszeichnungen zuteil, darunter eine American Council of Learned Societies Fellowship (1952/1953), eine Fulbright Fellowship (1953/1954) und eine Guggenheim Fellowship (1966/1967). 2012 wurde er für Isle of the Dead, seine Übersetzung von Gerhard Meiers Roman Toteninsel, mit dem Helen-und-Kurt-Wolff-Übersetzerpreis ausgezeichnet.
Er starb am 22. Dezember 2022 im Alter von 92 Jahren.

## Buchveröffentlichungen
- Robert Musil. An Introduction to His Work. Cornell University Press, 1961, ISBN 0-8046-1546-2. Neuauflage Kennikat Press, 1972
- The Image of the City in Modern Literature. Princeton University Press, 1981, ISBN 0-691-06488-1